# 大阪・関西万博ぴあ
大阪・関西万博ぴあ（おおさか・かんさいばんぱくぴあ）は、2025年に出版された書籍。

## 概要
2025年2月27日にぴあから出版。2025年日本国際博覧会の公式ライセンス商品で、万博の情報が詰め込まれたガイドブック。
開幕まで半月の時点である3月29日の時点で累計20万部を突破して、3刷の重版が決定した。この時点では大手のインターネットの書店でのランキングを席巻していた。
4月12日の時点で25万部を突破し、4刷の重版が決定した。開幕に先駆けて行われたテストランでは、この書籍を眺めて相談しているグループや、書籍に附属する切り離して持ち歩けるマップを手に持ち歩く人も見られた。
5月1日には50万部を突破して、6度目の重版が決定した。出版社の担当者によると、これだけの売上はコロナ禍以降のレジャー系の書籍では異例とのこと。好調である要因については、インターネット上では万博に対してはネガティブな話題が先行しているものの、実際は万博を楽しみにしている人が大勢いるためだろうと見ている。
6月6日に発表されたオリコン週間BOOKランキングによると、5月19日付から6月9日付までで4週間連続で1位で、通産で7度目の1位。旅行ガイドにおいては10週間連続1位。
5月19日に発表されたオリコンの2025年上半期の書籍の売上で1位。上半期の旅行ガイドの売上で1位。旅行ガイドが1位を獲得するのは史上初であった。